# Rosedale (Mississippi)
Rosedale ist eine als City eingetragene Kleinstadt im Bolivar County des US-Bundesstaats Mississippi in den Vereinigten Staaten von Amerika. Das U.S. Census Bureau hat bei der Volkszählung 2020 eine Einwohnerzahl von 1584 ermittelt.
Rosedale ist neben Cleveland einer der beiden Verwaltungssitze (County Seat) des Bolivar Countys.

## Geographie

### Geographische Lage
Rosedale liegt im Nordwesten des Bundesstaats Mississippi in der Mississippi-Delta-Region, der Schwemmlandschaft zwischen dem Mississippi River und den östlich davon gelegenen Flüssen Tallahatchie und Yazoo. Der Mississippi liegt westlich von Rosedale und war ursprünglich die westliche Grenze des Stadtgebiets. Durch Verschiebungen des mäandernden Flusses und laufende Anlandung liegen zwischen Stadtgrenze und Fluss 50 bis 500 Meter gemeindefreies Gebiet. Auf der gegenüberliegenden, westlichen Seite des Flusses liegt das Mündungsdelta des Arkansas Rivers und des White Rivers.
Das ehemalige Überflutungsgebiet des Flusses um Rosedale ist, wie die gesamte Region, überwiegend flach. Der bebaute Teil des Stadtgebiets ist zum Mississippi hin durch einen Deich abgegrenzt. Das Gebiet zwischen Deich und Stadtgrenze bzw. Fluss ist bewaldet. Östlich des Deichs werden die fruchtbaren Böden seit Ende des 19. Jahrhunderts intensiv landwirtschaftlich genutzt, vor allem zum Anbau von Baumwolle, Sojabohnen und Mais.

### Nachbarorte
Der zweite County Seat, Cleveland, liegt etwa 30 km östlich von Rosedale. Etwa neun Kilometer südlich von Rosedale befindet sich die Kleinstadt Beulah und Greenville liegt etwa 55 km südlich von Rosedale. Richtung Nordosten ist Gunnison nach etwa zwölf Kilometern der nächste Ort. Westlich des Mississippi ist Dumas der nächste größere Ort, der allerdings bei einer Luftliniendistanz von rund 35 km auf dem Straßenweg erst nach etwa 150 km über die nächstgelegene Brücke südlich von Greenville erreicht werden kann. Die von Rosedale nächstgelegene Großstadt ist Memphis, etwa 180 km nördlich im benachbarten Bundesstaat Tennessee.

## Geschichte
Etwa 20 km südwestlich des heutigen Orts Rosedale wurde in den ersten Jahren des 19. Jahrhunderts am Ufer des Mississippi auf vormaligem Choctaw-Land ein Ort namens Wellington gegründet, der ab 1852 County Seat war und 1856 in Prentiss umbenannt wurde. Auf dem Gebiet des heutigen Rosedale bestand hingegen ab 1838 zunächst nur eine Anlegestelle Abel’s Point und ab 1855 nach Rodungen eine Plantage namens Rosedale. Zwischen Prentiss und Rosedale lagen die Orte Beulah und Riverton. 1862 wurde Prentiss im Sezessionskrieg durch Unionstruppen unter Führung von William T. Sherman komplett zerstört. Im folgenden Jahr wurde die zwischen Rosedale und Prentiss einige Kilometer nach Osten reichende Schleife Beulah Bend des Mississippi durch den Napoleon Channel abgekürzt. Der Kanal konnte durch den weichen Untergrund und die starke Strömung innerhalb eines Tages gegraben werden. Die geänderten Strömungsverhältnisse des Mississippi führten allerdings dazu, dass der nur teilweise wiederaufgebaute Ort Prentiss bis 1870 vollständig überschwemmt wurde.
Zahlreiche Einwohner von Prentiss zogen nach und nach in flussaufwärts gelegene Orte. Da der Napoleon Channel den Mississippi vor Beulah und Riverton zu einer Art Altwasser reduziert hatte, war der nächste von der Flussschifffahrt direkt erreichbare Ort die Plantage Rosedale. Die dort entstehende Siedlung wurde nach dem aus den Nordstaaten zugezogenen Landeigentümer H. T. Florey zunächst Floreyville genannt. 1872 übernahm der Ort die Rolle des County Seats, die nach der weitgehenden Aufgabe von Prentiss zwischenzeitlich in Beulah lag. 1876 erfolgte die Umbenennung in Rosedale und am 2. Februar 1882 die Eintragung als Town. Im Jahr 1900 wurde Cleveland zum zweiten County Seat. In Rosedale verblieb jedoch die Verwaltung des westlichen Teils des Countys, wofür 1923 ein Courthouse errichtet wurde. 1930 wurde der Ort zur City erhoben.
Wirtschaftlich spielte der Baumwollanbau von Beginn an die wichtigste Rolle. Bis zum Ende des Sezessionskriegs basierte die arbeitsaufwendige Kultivierung wesentlich auf Sklaverei, anschließend wurden angestellte Arbeiter und vor allem Sharecropper eingesetzt. Im Jahr 1900 wurden 82,4 % der Farmen von Sharecroppern bestellt, 1930 94 %. 1929 wurde auf nahezu 97 % des landwirtschaftlich genutzten Landes in der Gegend Baumwolle angebaut. In den 1930er-Jahren führte eine schnelle Mechanisierung der Landwirtschaft zu einem wesentlich geringeren Arbeitskräftebedarf. Preisverfall und Schädlinge verringerten ab den 1930er-Jahren ferner die Attraktivität des Baumwollanbaus, der in vielen Fällen durch Sojaproduktion abgelöst wurde.
Die Dampfschifffahrt auf dem Mississippi war die wichtigste Verkehrsanbindung, bis 1889 eine Bahnstrecke der Louisville, New Orleans and Texas Railway (ab 1892: Yazoo and Mississippi Valley Railroad) eröffnet wurde, die dem Fluss in Nord-Süd-Richtung folgte. Sie wurde 1899 um eine Nebenbahn nach Boyle und Cleveland ergänzt. In den 1930er-Jahren endete der Personenverkehr auf den Bahnstrecken und die Nebenbahn nach Boyle wurde 1942 abgebaut, die Strecke von Rosedale nordwärts nach Coahoma bei Clarksdale 1959. Die verbliebene Strecke südwärts nach Greenville wurde 1981 durch von der Illinois Central Gulf Railroad an die County-eigene Great River Railroad abgegeben, endet jedoch inzwischen in den südlich von Rosedale außerhalb des Stadtgebiets gelegenen Hafenanlagen und ist seit 2001 außer Betrieb. Der Hafen Port of Rosedale auf gemeindefreiem Gebiet wurde 1978 angelegt und dient vor allem dem Umschlag landwirtschaftlicher Güter.
Von 1887 bis zur letzten Ausgabe am 27. Februar 1969 erschien in Rosedale die Wochenzeitung The Bolivar County Democrat.
Demografisch zählt Rosedale gemäß USCB-Schätzung von 2019 mit einem mittleren jährlichen Haushaltseinkommen von 17.955 Dollar zu den ärmsten Orten der USA. Etwa 46 % der Einwohner haben ein Einkommen unterhalb der Armutsgrenze. 82 % der Einwohner identifizieren sich selbst als Schwarz, 16,8 % als Weiß.

## Infrastruktur

### Verkehr

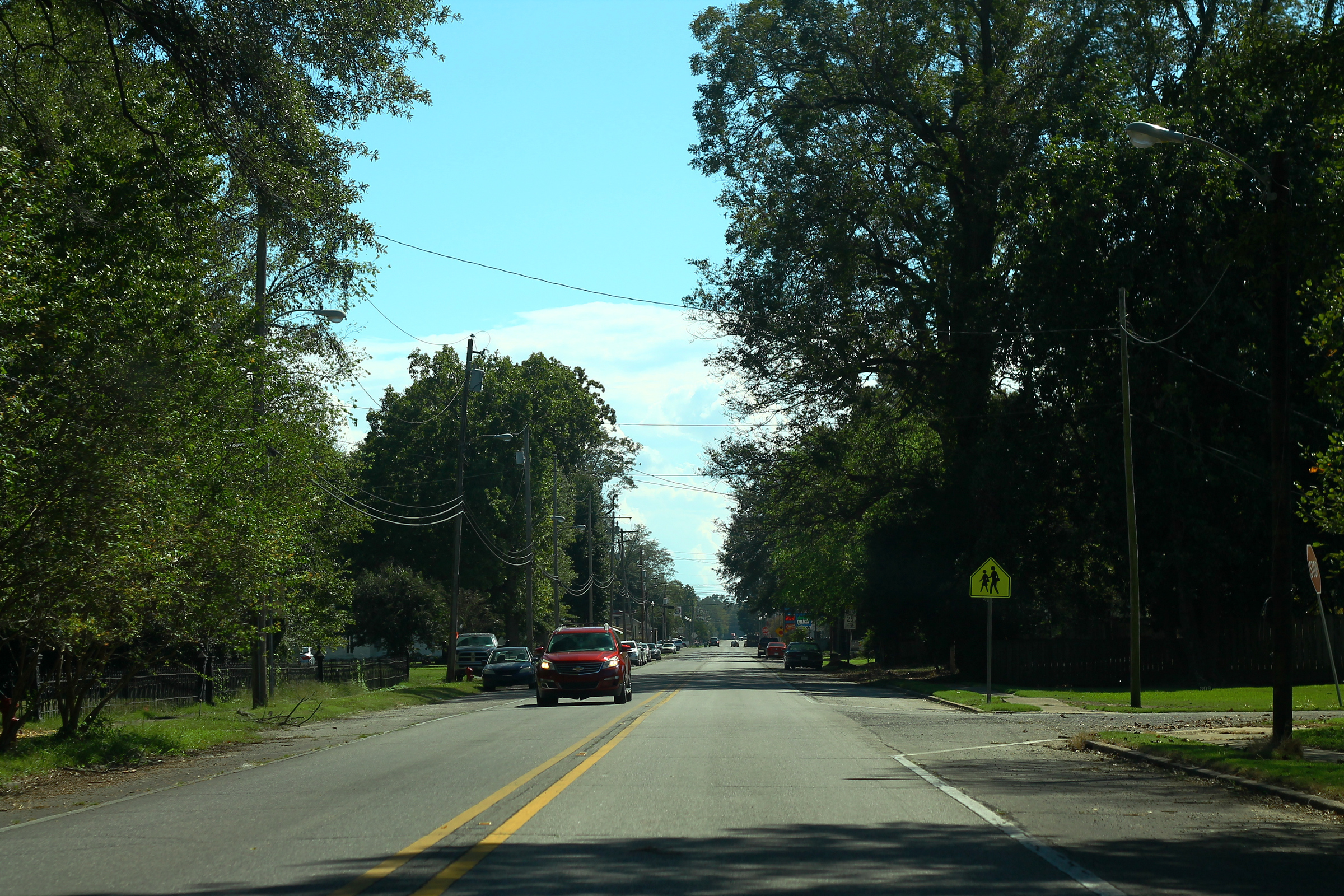
Mississippi Highway 1 in Rosedale

Mississippi Highway 1 führt in Nord-Süd-Richtung durch Rosedale, während Mississippi Highway 8 dort beginnt und nach Osten führt. Der nächstgelegene Interstate Highway ist Interstate 55 bei Grenada, rund 110 km östlich.
ÖPNV existiert nicht in Rosedale. Südlich des Orts beginnt eine nach Greenville führende Bahnstrecke der Great River Railroad, die bis 2001 im Güterverkehr genutzt wurde.

### Bildung
Rosedale liegt im Schulsprengel des West Bolivar Consolidated School District. Vier der sieben Schulen des Districts liegen in Rosedale.

## Söhne und Töchter der Stadt
- Dennis Binder (* 1928), R&B-Sänger
- Redd Holt (1932–2023), Jazz-Schlagzeuger und Bandleader
- Walter Sillers Jr. (1888–1966), Mitglied des Repräsentantenhauses von Mississippi 1916–1966 und dessen Speaker 1944–1966